# Olivier Gendebien
Pour les articles homonymes, voir Gendebien.
Olivier Gendebien, né le 12 janvier 1924 à Bruxelles et mort le 2 octobre 1998 à Tarascon (France), est un pilote automobile belge.

## Biographie
Olivier Gendebien est le fils du baron Robert Gendebien (1885-1954), gérant de la société Solvay, et de Marthe van der Straeten (petite-fille d'Ernest Solvay). Il épouse Marie-Claire de La Motte-Ango de Flers, fille du colonel Marcel de La Motte-Ango de Flers.
Ingénieur agronome qui s'est distingué durant la Seconde Guerre mondiale en participant activement à la Résistance (il servait d'homme de liaison pour les agents britanniques infiltrés en Belgique), Olivier Gendebien découvre le sport automobile au Congo où ses activités professionnelles l'ont conduit. Initié aux joies du rallye, il retourne en Belgique pour commencer sa carrière. En 1953, il remporte la Coupe de Spa sur Ferrari 166 MM.
Ses succès lui valent une réputation grandissante, et Enzo Ferrari le contacte pour devenir pilote officiel de la Scuderia Ferrari en 1956. Pilote d'essai en Formule 1 (ce qui lui permet de disputer ponctuellement plusieurs Grands Prix), c'est surtout en sa qualité de membre de l'équipe d'Endurance qu'il se bâtit un impressionnant palmarès.
Il remporte ainsi quatre fois les 24 Heures du Mans (trois fois en équipage avec Phil Hill et une fois avec son compatriote Paul Frère, devenant le recordman absolu du nombre de victoires de 1962 à 1980 -son successeur sera alors son autre compatriote Jacky Ickx-), trois fois les 12 Heures de Sebring (1959 à 1961, dont deux avec P. Hill, sur Ferrari 250 RS puis TR; encore 2e en 1962), deux fois les 12 Heures de Reims (1957 et 1958 avec Paul Frère sur Ferrari 250 GT), une fois les 1 000 kilomètres de Paris (1961 avec son compatriote Lucien Bianchi) et les 1000 km du Nürburgring (1962 avec Hill sur Ferrari Dino 246 SP, déjà 2e en 1959 et 1960 puis 3e en 1961), une fois les Coupes du Salon de Paris (catégorie GT >1.3L), le Grand Prix Nuvolari et le Tour de Sicile (le tout en 1957 sur Ferrari 250 GT), le Prix de Paris (1959, catégorie GT 3.5L) et trois fois la Targa Florio (1958 sur Ferrari 250 TR, 1961 et 1962  sur Dino 246 SP ; troisième en 1960).
En 1958, 1960, 1961 et 1962 il remporte au moins deux courses du calendrier par saisons, lors des sacres de Ferrari au Championnat du monde des voitures de sport.

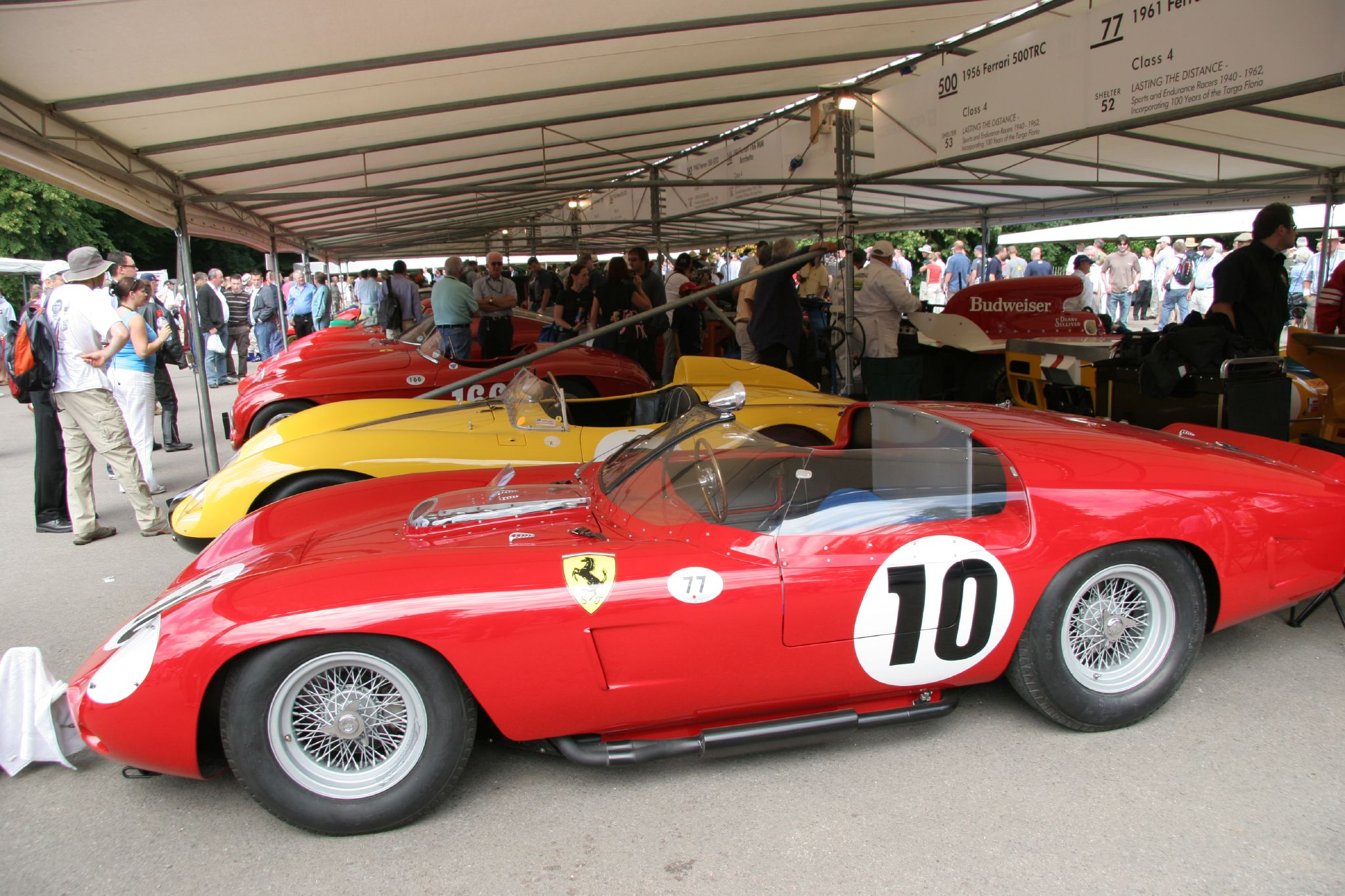
La Ferrari 250 TR I/61 3L V12 victorieuse au Mans en 1961 avec Gendebien et Phil Hill.

À cela il faut encore ajouter sur route les Boucles de Spa (avec Jacques Washer) sur Aston Martin DB2 et le Rallye des Tulipes (avec Pierre Stasse) sur Alfa Romeo 1900 TI en 1954, puis en 1955 Liége-Rome-Liége (encore avec Stasse; 3e en 1956), le Rallye Stella Alpina pour sa dernière édition (avec Gilberte Thirion), et la Coupe d'Or des Dolomites, le tout alors sur Mercedes-Benz 300 SL, ainsi que ses victoires en GT par trois fois consécutives ensuite au Tour de France automobile (avec la 250 GT en 1957, 1958 et 1959, après une troisième place déjà en 1956). En 1959 il finit deuxième du 4e Rallye Méditerranée-Le Cap avec son épouse Marie-Claire, puis encore quatrième associé à Lucien Bianchi en 1961, par deux fois sur Citroën DS 19, et en 1964 il participe aussi au Rallye Shell 4000 canadien, qu'il termine 4e.
Il est d'ailleurs sacré à deux reprises champion de Belgique des rallyes, en 1954 et 1955. 
Il prend sa retraite sportive à Saint-Rémy-de-Provence où il est enterré.

## Résultats en championnat du monde de Formule 1
| Saison | Écurie                                                           | Châssis                             | Moteur                           | Pneus     | GP disputés | Points inscrits | Classement |
| ------ | ---------------------------------------------------------------- | ----------------------------------- | -------------------------------- | --------- | ----------- | --------------- | ---------- |
| 1955   | Équipe Nationale Belge                                           | Ferrari 625                         | Ferrari l4                       | Englebert | 0           | 0               | Nc.        |
| 1956   | Scuderia Ferrari                                                 | Ferrari 555 Ferrari D50             | Ferrari V8                       | Englebert | 2           | 2               | 19e        |
| 1958   | Scuderia Ferrari                                                 | Ferrari D246                        | Ferrari V6                       | Englebert | 3           | 0               | Nc.        |
| 1959   | Scuderia Ferrari                                                 | Ferrari D246                        | Ferrari V6                       | Dunlop    | 2           | 3               | 15e        |
| 1960   | Scuderia Ferrari Yeoman Credit Racing Team                       | Ferrari D246 Cooper T51             | Ferrari V6 Climax l4             | Dunlop    | 5           | 10              | 6e         |
| 1961   | Équipe Nationale Belge Scuderia Ferrari UDT Laystall Racing Team | Emeryson 61 Ferrari 156 Lotus 18/21 | Maserati l4 Ferrari V6 Climax l4 | Dunlop    | 2           | 3               | 13e        |

## Podiums en Formule 1
- 2e du Grand Prix de France 1960;
- 3e du Grand Prix de Belgique 1960 (4e en 1961).

## Résultats aux 24 Heures du Mans
| Année | Voiture                      | Équipe                 | Équipiers           | Résultat  |
| ----- | ---------------------------- | ---------------------- | ------------------- | --------- |
| 1955  | Porsche 550/4 RS 1500 Spyder | Équipe Nationale Belge | Wolfgang Seidel     | 5e        |
| 1956  | Ferrari 625LM Touring        | Scuderia Ferrari       | Maurice Trintignant | 3e        |
| 1957  | Ferrari 250 TR58             | Scuderia Ferrari       | Maurice Trintignant | Abandon   |
| 1958  | Ferrari 250 TR58             | Scuderia Ferrari       | Phil Hill           | Vainqueur |
| 1959  | Ferrari 250 TR59             | Scuderia Ferrari       | Phil Hill           | Abandon   |
| 1960  | Ferrari 250 TR59/60          | Scuderia Ferrari       | Paul Frère          | Vainqueur |
| 1961  | Ferrari 250 TRI/61           | Scuderia Ferrari       | Phil Hill           | Vainqueur |
| 1962  | Ferrari 330 TRI/LM Spyder    | Ferrari SEFAC          | Phil Hill           | Vainqueur |

## Distinctions
- Champion de Belgique des conducteurs, titre décerné par le Royal automobile Club de Belgique (RACB), de 1956 à 1961 (à 6 reprises consécutives, record pour un rallyman belge).
- Challenge de Belgique des Rallyes Internationaux 1954 et 1955.